# حلقه بلینگ
حلقه بلینگ (به انگلیسی: The Bling Ring) عنوان فیلمی جنایی/دراما به کارگردانی سوفیا کوپولا است. فیلمبرداری این فیلم در مارس ۲۰۱۲ آغاز و در ۱۴ ژوئن ۲۰۱۳ اکران شد.

## داستان
این فیلم براساس رویدادهای رخ داده ساخته شده است. یک گروه نوجوان با نام‌های ربکا (رهبر حلقه)، مارک، نیکی، سم و کلوئی که به حلقه بلینگ شهرت دارند از اینترنت برای بدست آوردن منزل افراد مشهور و دزدی از این منازل استفاده می‌کنند. قربانیان این جریان افرادی همچون لیندزلی لوهان، مگان فاکس، راشل بیلسون٬ آدرینا پاتریج و اورلاندو بلوم می‌باشند.